# Lockheed L-1049 Super Constellation
Il Lockheed L-1049 Super Constellation era un quadrimotore di linea ad ala bassa prodotto dall'azienda statunitense Lockheed Corporation negli anni cinquanta e sessanta.
Versione derivata dal precedente Constellation, trovò largo impiego con alcune delle maggiori compagnie aeree dell'epoca; ne furono realizzate anche diverse versioni militari che vennero impiegate, con la denominazione C-121 Constellation, prevalentemente dall'USAF e dall'US Navy: i velivoli appartenenti ad una di queste versioni, identificata come EC-121 Warning Star, furono i primi velivoli della storia concepiti per coprire il ruolo AWACS.

## Storia

### Sviluppo
Sul finire degli anni quaranta la Lockheed venne sollecitata, pressoché contemporaneamente, sia dagli operatori civili che dalle forze armate a realizzare una nuova versione del Constellation che potesse garantire una maggior autonomia ed un incremento nel carico utile trasportabile.

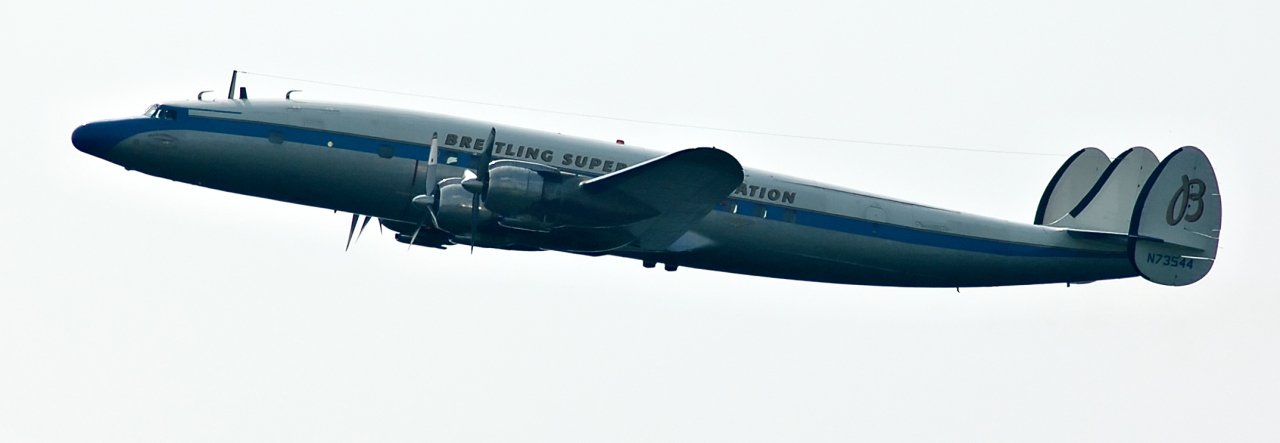
Un Super Constellation restaurato in una foto del 2005.

La revisione progettuale che ne seguì portò alla nascita di una vera e propria "seconda generazione" del velivolo: il nuovo aereo, il cui prototipo fu lo stesso esemplare già prototipo della prima versione (L-049) modificato e portato in volo il 13 ottobre 1950, presentava la fusoliera allungata e completamente rivista nella sagoma, esteriormente riconoscibile per gli oblò quadrati anziché circolari.
Identificato come L-1049 e battezzato Super Constellation il nuovo modello impiegava ancora i motori Wright R-3350 Duplex Cyclone, in questo caso nella versione CA-1 da 2 700 hp (pari a 2 014 kW).
Le prime consegne furono appannaggio della Eastern Air Lines che impiegarono l'L-1049 in voli di linea a partire dal dicembre del 1951.
Lo sviluppo della cellula del Super Constellation proseguì di pari passo per l'impiego civile e quello militare: in sostanza pur non variando le dimensioni del velivolo, l'impiego dei nuovi motori R-3350 dotati del sistema di sovralimentazione turbo-compound e l'aggiunta di serbatoi supplementari alle estremità delle ali conferirono al velivolo maggiori capacità di carico e maggiore autonomia di volo.
Le varie combinazioni di queste due caratteristiche, unite all'utilizzo di un portellone posteriore (disposto sul lato sinistro della fusoliera) ed all'irrobustimento del pavimento della fusoliera (impiegate nelle varianti da trasporto militare e da trasporto civile cargo o combinato) portarono alla fine alla realizzazione di otto diverse versioni, per un totale di 579 esemplari costruiti, l'ultimo dei quali (un L-1049H) venne consegnato nel novembre del 1958.

## Descrizione tecnica

### Struttura
Dal punto di vista strutturale l'evoluzione del progetto del Constellation era rappresentata dall'allungamento della fusoliera (circa 5,5 m tra i modelli L-749A ed L-1049), e dalla sagoma cilindrica a sezione costante della fusoliera (ritenuta più razionale rispetto alla precedente sezione continuamente variata).
Rispetto al modello originario le ali rimanevano sostanzialmente invariate; l'unica modifica di rilievo era costituita dalla possibilità di installare serbatoi supplementari di carburante ad ognuna delle estremità. Invariati rimanevano anche gli impennaggi con la caratteristica tripla deriva ovale.

### Motore
Anche nel caso del Super Constellation la Lockheed rimase fedele, al motore Wright Duplex Cyclone. La versione R-3350-CA1 sviluppava la potenza di 2 700 hp (2 014 kW) ma con l'introduzione (nel Model L-1049B e su richiesta dell'US Navy) del motore nella versione R-3350-DA3 dotata di sistema turbo-compound, la potenza erogata da ciascuna unità motrice salì a 3 250 hp (pari a 2 424 kW) con un incremento di poco superiore al 20%.

### Sistemi
Nelle versioni commerciali dell'L-1049 la Lockheed offrì la possibilità di installare un radar meteorologico nel cono anteriore della fusoliera: la sua presenza era identificabile con l'allungamento della prua del velivolo (di poco meno di un metro) ed il suo impiego consentiva di offrire, attraverso una migliore pianificazione delle rotte, un maggior comfort ai passeggeri.

## Impiego operativo
Il primo collegamento commerciale realizzato con un Super Constellation (Model L-1049) fu realizzato dalla Eastern Air Lines il 15 dicembre 1951 tra New York e Miami, seguita dopo pochi giorni dalla Trans World Airlines.

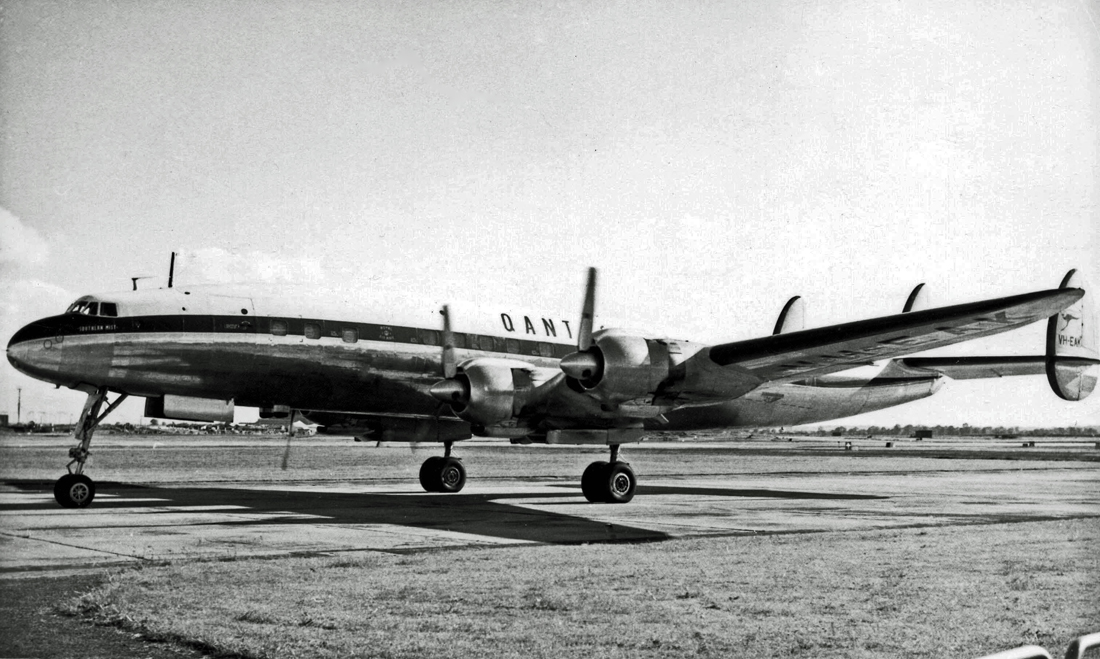
Un Super Constellation della compagnia australiana Qantas all'aeroporto di Heathrow nel 1955.

La prima compagnia a mettere in volo i velivoli della versione L-1049C, il cui prototipo volò nel febbraio del 1953, fu l'olandese KLM che li impiegò sulla linea New York-Amsterdam a partire dal successivo mese di agosto.
La versione ad uso civile costruita nel maggior numero di esemplari fu la L-1049G: i primi velivoli vennero in questo caso consegnati alla Northwest Airlines che li impiegò a partire dal gennaio del 1951.
Le forze armate fecero largo impiego delle versioni del Model L-1049: identificati come C-121 per i compiti di trasporto e come EC-121 per l'impiego in funzioni AEW, costituirono ben 320 dei 579 esemplari complessivamente costruiti.
Diversi esemplari impiegati per il trasporto in ambito militare furono rivenduti in un secondo tempo sul mercato civile ed impiegati da compagnie minori in diverse parti del mondo.

## Versioni
I dati sulle versioni sono tratti da "www.uswarplanes.net".
Dagli stabilimenti della Lockheed, situati a Burbank, uscirono i velivoli della serie L-1049, suddivisi nelle nove varianti sotto indicate:
- Model 1049: 24 esemplari, tutti destinati al mercato civile;
- Model 1049A: variante consistente in quattro diverse serie (per un totale di 226 di velivoli) realizzate per le autorità militari (USAF e US Navy). I velivoli impiegati come trasporti mantennero la designazione Super Constellation mentre quelli destinati ai compiti di sorveglianza elettronica vennero ufficialmente battezzati Warning Star e, in base all'acquirente ed al ruolo, furono identificati con le seguenti designazioni:
  - RC-121D: 72 esemplari acquistati dall'USAF che vennero destinati al ruolo di AEW e ridesignati EC-121D dopo il 1962;
  - R7V-2: 4 velivoli impiegati dall'US Navy come trasporti in configurazione mista (passeggeri/merci); erano dotati di muso allungato e montavano motori turbo-compound. Due di questi aerei vennero in seguito ceduti all'USAF ed indicati con la denominazione YC-121F;
  - PO-2W: designazione inizialmente assegnata dall'US Navy ad una serie di 142 velivoli impiegati in funzione AEW. Dotati di serbatoi alle estremità alari, muso prolungato, radomi nel tronco di fusoliera. La designazione venne dapprima mutata in WV-2, per divenire definitivamente (dopo il 1962) EC-121K;
  - WV-3: serie di 8 velivoli, privi di serbatoi alle estremità alari, acquistati dall'US Navy e destinati a compiti di ricognizione meteorologica. Acquisirono la designazione WC-121K;
- Model 1049B: anche in questo caso il 61 esemplari prodotti furono totalmente acquistati dalle forze armate e designati come di seguito:
  - RC-121C: primi 10 esemplari di L-1049 impiegati dall'USAF; dotati di doppio radome (ventrale e dorsale) furono destinati al ruolo di Airborne Early Warning. Nel 1962, quando vennero uniformate le designazioni di USAF e US Navy, assunsero la sigla EC-121C;
  - VC-121E: singolo esemplare che, con le matricole USAF e battezzato Columbine III, coprì il ruolo di Air Force One per il presidente Dwight D. Eisenhower tra il 1954 ed il 1961;
  - R7V-1: lotto di 50 aerei acquistati dall'US Navy ed impiegati come trasporti per passeggeri e merci (i primi 11 esemplari consegnati, fino al 1952 ebbero la designazione R7O-1). In un secondo tempo 32 di questi esemplari furono trasferiti all'USAF presso la quale assunsero la designazione C-121G; i rimanenti divennero C121-J.
- Model 1049C: lotto di 48 esemplari, destinato interamente al mercato civile. Fu la prima variante ad uso civile ad impiegare i motori turbo-compound;
- Model 1049D: versione prodotta in sole 4 unità che, anche in questo caso, furono tutte acquistate da compagnie aeree civili. Si trattava di velivoli impiegabili sia per il trasporto di passeggeri che di merci, in quanto dotati di portelloni di carico sul fianco posteriore sinistro e di pavimento interno irrobustito;
- Model 1049E: nuova variante destinata al trasporto passeggeri, ne furono realizzati 28 esemplari. Sostanzialmente invariata rispetto alla 1049C, era stata omologata per un peso trasportabile più elevato;
- Model 1049F: variante da trasporto persone, furono realizzati 33 velivoli per l'USAF;
  - C-121C: fu la designazione assegnata dall'aeronautica ai Super Constellation della serie L-1049F;
- Model 1049G: versione che, con 102 unità, vanta il maggior numero di aerei costruiti; tutte le macchine vennero destinate al mercato civile. Montava motori R-3350-DA3 (da 3 400 hp) ed era predisposta per l'installazione di serbatoi alle estremità delle semiali;
- Model 1049H: ultima versione della serie L-1049; costruita in 53 esemplari, anche in questo caso, destinati al mercato civile. Sostanzialmente si trattava di una configurazione che assommava le caratteristiche delle versioni 1049D e 1049G.

Nel corso della loro carriera operativa, tuttavia, diversi esemplari subirono modifiche che vennero evidenziate mediante l'attribuzione di nuove sigle identificative: in alcuni casi si trattò di pochi esemplari (a volte anche uno solo), in altre occasioni il numero di esemplari modificato è più consistente; tra queste ultime, oltre al caso già citato del C-121G, si evidenziano:
- EC-121H: si tratta della denominazione, attribuita a 42 cellule già EC-121D ed altre 7 già EC-121K, che identificava esemplari aggiornati nelle apparecchiature elettroniche per le missioni AEW;
- EC-121R: fu la sigla attribuita a 30 velivoli (di diverse versioni precedenti) modificati mediante l'installazione di apparecchiature destinate alla guerra elettronica che vennero impiegati dall'USAF durante la guerra del Vietnam;
- EC-121T: serie di 23 aerei (di cui 22 già EC-121D e 1 EC-121H) che subirono ulteriori aggiornamenti nelle apparecchiature elettroniche relative al ruolo di AEW.

## Utilizzatori

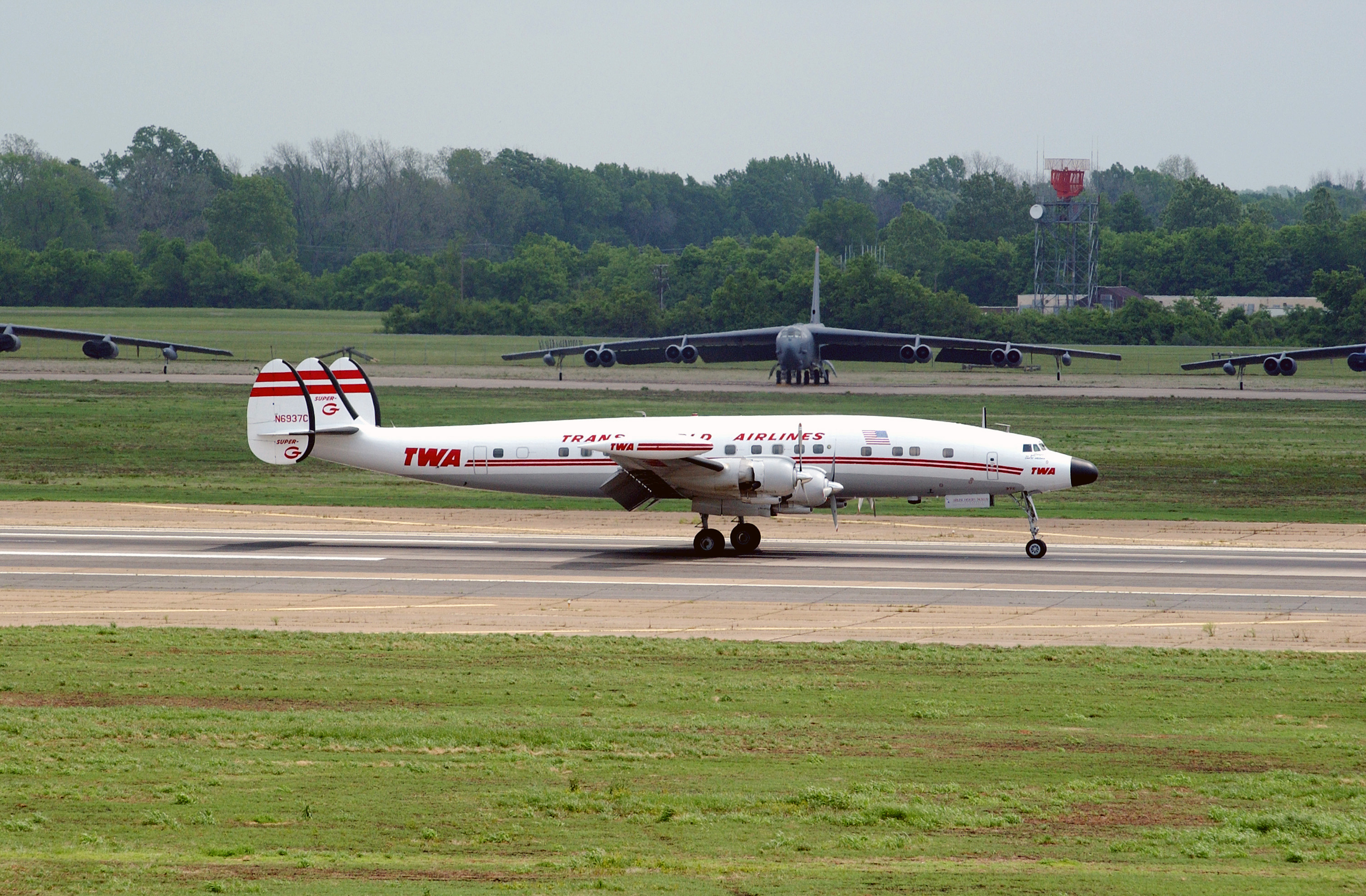
Un Super Constallation in livrea TWA in rullaggio alla Barksdale Air Force Base (AFB), Louisiana.

### Militari
Francia
- Armée de l'air

 India
- Bhāratīya Vāyu Senā

 Indonesia
- Tentara Nasional Indonesia Angkatan Udara

 Israele
- Heyl Ha'Avir

 Stati Uniti
- United States Air Force
- United States Navy

### Civili
Lista parziale
 Argentina
- Linea Aerea Patagonica Argentina

 Brasile
- Panair do Brasil
- Varig
- Redes Estaduais Aereas Limitada (REAL)

 Canada
- Trans Canada Air Lines

 Ceylon
- Air Ceylon

 Cile
- Compania Nacional de Turismo Aereo (CINTA)

 Colombia
- Avianca

 Cuba
- Compania Cubana de Aviacion S.A.

 Francia
- Air France

 Germania
- Lufthansa

 India
- Air India

 Irlanda
- Aerlinte Eireann

 Messico
- Guest Aerovias Mexico

 Paesi Bassi
- KLM

 Pakistan
- Pakistan International Airlines

 Portogallo
- Transportes Aereos Portugueses

 Paraguay
- Lloyd Aereo Paraguayo

 Spagna
- Iberia

 Stati Uniti
- California Eastern Aviation
- Capitol Airways
- Eastern Air Lines
- Flying Tiger Line
- Intercontinental
- Northwest Airlines
- Seaboard World Airlines
- Slick Airways
- Transocean Air Lines (TALOA)
- Trans International Airlines

 Venezuela
- Linea Aeropostal Venezolana

### Enti governativi
Stati Uniti
- NASA

## Incidenti
Dati tratti da Aviation Safety Network
Complessivamente furono 113 gli incidenti che videro coinvolti, a vario titolo, i Model L-1049 della Lockheed nella loro lunga carriera operativa.
Uno di questi, avvenuto il 30 giugno del 1956, ebbe luogo nei cieli sovrastanti il Grand Canyon e vide protagonisti un L-1049A della TWA ed un Douglas DC-7 della United Air Lines che si scontrarono in volo.